# تپه اطراف شهر سوخته ۳۱۴
تپه اطراف شهر سوخته شماره ۳۱۴ در شهرستان زابل، بخش شیب آب، دهستان لوتک، روستای حومه شهر سوخته، ۲۱/۳۵ کیلومتری جنوب غربی پایگاه باستان‌شناسی شهر سوخته واقع شده و این اثر در تاریخ ۲۳ بهمن ۱۳۸۵ با شمارهٔ ثبت ۱۷۲۸۳ به‌عنوان یکی از آثار ملی ایران به ثبت رسیده است.